# Karel Emanuel ze Žerotína
Karel Emanuel ze Žerotína, též Karel Emanuel Žerotín nebo Karl hrabě Zierotin, svobodný pán von Lilgenau (16. srpna 1850 Bludov – 26. prosince 1934 Bludov), byl moravský šlechtic a politik, poslanec Moravského zemského sněmu a Říšské rady, počátkem 20. století moravský místodržící, poslední mužský člen moravské větve rodů Žerotínů.

## Životopis
Narodil se 16. srpna 1850 na Zámku Bludov. Jeho rodiči byli Zdeněk Otto Arnošt ze Žerotína (23. listopadu 1812 – 18. listopadu 1887), příslušník bludovské (losinsko-vízmberské) větve Žerotínů a první starosta Bludova (1850–1860), a Gabriela Almásy de Zsadány et Törökszentmiklós (21. dubna 1816 – 17. listopadu 1896). Karel Emanuel se narodil jako sedmý z osmi sourozenců.
Vystudoval práva na Vídeňské univerzitě. Dne 1. ledna 1875 vstoupil do státních služeb. Působil jako okresní komisař v Přerově. Později se vzdal úřednické kariéry a zapojil se do politiky. V letech 1884–1900 byl poslancem Moravského zemského sněmu.
Ve volbách roku 1885 se stal i poslancem Říšské rady (celostátní zákonodárný sbor), kde zastupoval kurii velkostatkářskou. Mandát obhájil ve volbách roku 1891. Ve vídeňském parlamentu setrval do konce funkčního období sněmovny, tedy do roku 1897.
Po volbách do Říšské rady roku 1885 se uvádí jako člen Coroniniho klubu, oficiálně nazývaného Klub liberálního středu, který byl orientován vstřícněji k vládě Eduarda Taaffeho. V roce 1890 se uvádí jako poslanec bez klubové příslušnosti.
V letech 1884–1900 byl poslancem Moravského sněmu za nesvěřenský velkostatek, přičemž byl zvolen předsedou střední strany. Roku 1890 byl jmenován c. k. komořím, roku 1891 tajným radou a roku 1909 byl císařem jmenován dědičným členem Panské sněmovny, protože byl „zletilou hlavou rodu šlechtického, který v královstvích a zemích radou říšskou zastoupených rozsáhlými statky vyniká“.
Od roku 1898 předsedal nově ustavené Zemědělské radě moravské. 15. února 1900[zdroj?] byl vládou Ernesta von Koerbera jmenován moravským místodržícím (nejvyšší představitel státní správy na území Moravy). Funkci zastával až do 17. září 1906. Následně žil na svém panství v Bludově, kde byl již roku 1890 jmenován čestným občanem.
Jeho největší zásluhou bylo vyjednání Moravského vyrovnání, tedy vytvoření rovnoprávného postavení moravských Čechů a Němců v zemi, neboť předtím byli moravští Němci výrazně zvýhodněni.
Karel Emanuel byl posledním mužským členem moravské větve Žerotínů, která tak s jeho úmrtím vymřela po meči. Zemřel 26. prosince 1934 a byl pochován v žerotínské hrobce pod kostelem v Bludově.
Dne 6. ledna 2023 mu byla na Zierotinské hrobce v Bludově odhalena jeho vnukem Karlem Mornstein-Zierotinem busta. Při této příležitosti uvedl Stanislav Balík, že „[d]ošlo jím k vytvoření rovnoprávného postavení moravských Čechů a Němců na Moravě. Do té doby byli Němci výrazně zvýhodněni. Moravský pakt je dodnes oceňován a studován jako ve své době geniální řešení národnostního soužití v rozdělené zemi. Dnes by si z něj ráda vzala příklad Belgie.“

## Rodina
Dne 27. dubna 1897 se ve Vídni oženil se svou neteří Zdeňkou Podstatskou-Thornsern (5. 9. 1875 Litenčice – 4. 3. 1947 Bludov). Měli spolu tři dcery:
- 1. Marie Margareta (4, 5. 1898 Bludov – 8. 4. 1984 Kapfenberg)
  - ⚭ (1919) hrabě Karel von Arco (19. 5. 1887 Hošťálkovy – 19. 5. 1954 Pörtschach am Wörthersee, Korutany)
- 2. Gabriela (19. 5. 1900 Bludov – 25. 6. 1982 Vídeň)
  - ⚭ (1947)[14] Chlodwig von Stein (20. 7. 1899 Vídeň – 10. 5. 1951 Krimml)
- 3. Helena[4] (1. 1. 1903 Brno – 29. 3. 1985 Košice)
  - ⚭ (1938) rytíř Karel Mornstein (16. 9. 1892 Praha – 28. 4. 1984 Košice). Jejich synovi Karlovi (* 1939 Brno) byl po sametové revoluci navrácen zkonfiskovaný majetek včetně zámku Bludov.